# New York University Graduate School of Arts and Science
La New York University Graduate School of Arts and Science (ou GSAS) est l'une des quinze facultés de l'Université de New York à Manhattan. Elle a été fondée en 1886 par Henry Mitchell MacCracken, faisant ainsi de l'Université de New York la deuxième université américaine à accorder des doctorats (Ph.D.) sur la base de résultats académiques et d'un examen. Elle est abritée au sein du Silver Center, à proximité de Washington Square.
Bien qu'étant indépendant, le Courant Institute of Mathematical Sciences est dans la pratique associé à la GSAS.
La faculté comporte plusieurs maisons internationales visant à encourager l'étude de langues et de cultures différentes, dont :
- Deutsches Haus
- La Maison Française
- Glucksman Irish House
- Casa Italiana
- King Juan Carlos I of Spain Center
- Hagop Kevorkian Center

## Composition
Il y a environ 1 100 étudiants en préparation de doctorat et près de 1 800 inscrits en master à la Graduate School. Les étudiants proviennent de plus de 100 institutions différentes de premier cycle, situées dans tout le pays et d'une centaine de pays étrangers. La GSAS possède l'une des populations étudiantes internationales les plus grandes et les plus diversifiées des États-Unis. Les étudiants en provenance de l'étranger représentent en effet entre 40 et 45 % des effectifs totaux. L'école offre 48 programmes de cours différents ainsi que plusieurs cursus interdisciplinaires, parmi lesquels des doctorats, des masters et des certificats.
Parmi les programmes existants, on retrouve :
- Anthropologie
- Arts du spectacle
- Beaux-Arts (disciplines)
- Biologie
- Biomatériaux
- Biomécanique
- Biomédecine
- Chimie
- Cinéma
- Civilisation africaine
- Civilisation américaine
- Civilisation anglaise
- Civilisation asiatique
- Civilisation classique
- Civilisation du Moyen-Orient
- Civilisation du Proche-Orient
- Civilisation européenne
- Civilisation française
- Civilisation judaïque
- Civilisation latino-américaine
- Civilisation russe
- Droit
- Économie
- Écriture créative
- Environnement
- Espagnol
- Français
- Hébraïque
- Histoire
- Informatique
- Italien
- Journalisme
- Langue et littérature allemande
- Lettres
- Linguistique
- Littérature comparée
- Mathématique
- Médecine
- Muséologie
- Musique
- Neurologie
- Philosophie
- Portugais
- Physique
- Poésie
- Politique
- Psychologie
- Psychothérapie
- Religion
- Sociologie